# Der starke Hans

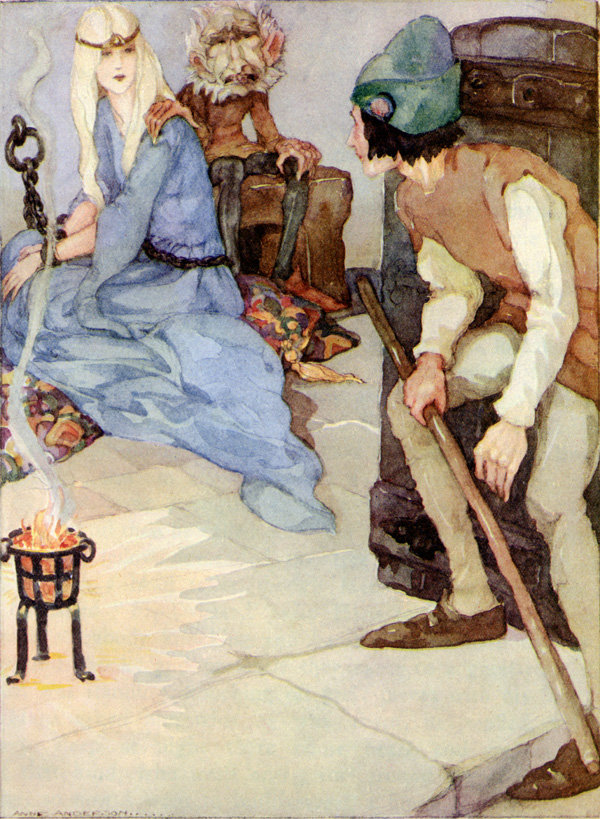
Illustration von Anne Anderson (1922)

Der starke Hans ist ein Märchen (ATU 650 A, 301). Es steht in den Kinder- und Hausmärchen der Brüder Grimm ab der 3. Auflage von 1837 an Stelle 166 (KHM 166).

## Inhalt

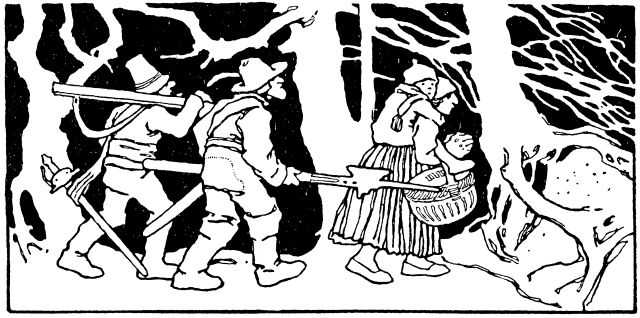
Illustration von Otto Ubbelohde, 1909

Der zweijährige Hans und seine Mutter werden von Räubern in eine Höhle entführt, wo sie den Haushalt führen muss. Als Neunjähriger fragt Hans die Mutter nach seinem Vater, dann den Räuberhauptmann, der ihn lachend ohrfeigt, dass er hinfällt. Ein Jahr später fragt Hans wieder, verprügelt die betrunkenen Räuber mit seinem Knüppel und geht mit der Mutter zum Vater heim. Dort baut er mit ihm von dem mitgebrachten Gold ein neues Haus und arbeitet tüchtig. Er geht mit einem zentnerschweren Stab fort und begegnet einem, der Tannen zu Seil dreht und einem, der sich mit der Faust ein Haus in Fels haut. Sie vereinbaren, zusammen zu jagen, wobei immer einer daheim kochen muss. Die zwei anderen werden beim Kochen von einem Männlein heimgesucht, das Fleisch fordert und sie verprügelt. Als die Reihe an Hans kommt, gibt er ihm großzügig. Als es doch auf ihn losgeht, verfolgt er es bis zu seiner Höhle im Berg. Dort lässt er sich am nächsten Tag von den zwei anderen an einem Seil herab und befreit eine Königstochter, indem er den Zwerg tötet. Als die zwei ihn zurücklassen und mit der Königstochter fortsegeln wollen, nimmt er ihm auch einen Wunschring ab, der ihn aus der Höhle bringt. So befreit er die Königstochter erneut und sie heiraten.

## Herkunft

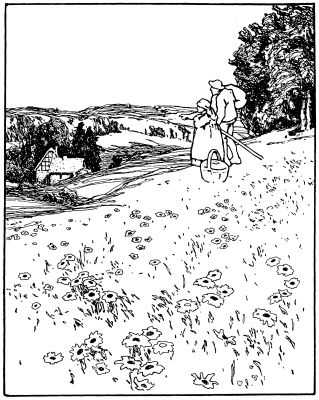
Illustration von Otto Ubbelohde, 1909

Grimms hatten das Märchen von Karl Rudolf Hagenbach über Wilhelm Wackernagel. Sie vergleichen KHM 91 Dat Erdmänneken, ein „Märchen aus der Lausitz“ in Haupts Zeitschrift für deutsches Alterthum 2, 358–60 (entspricht Bechsteins Die Nonne, der Bergmann und der Schmied), auch im „Lausitzischen Magazin von Leopold Haupt 19, 86–90“, Sommer „S. 108“, Stöbers „Alsatia 1852. S. 77. 88“, Meier Nr. 1, Müllenhoff Nr. 16, Schott Nr. 119, Vogl Nr. 6. Trotz aller Einzelheiten sei unverkennbar immer die übernatürliche Kraft wie bei Siegfried.
Metaphern wie „das Herz der Räuber war von Stein“, der Mutter hätte es „fast das Herz zersprengt“ sind bei Grimm gängig (vgl. KHM 6, 56, 89). Hans’ Ausspruch „Laßt Euch keine graue Haare darüber wachsen“ (vgl. KHM 107) steht schon bei Georg Agricola, „wer weiß was sie gegen dich im Schild führen“ (vgl. KHM 8) ist eine verbreitete Wendung.

## Vergleiche

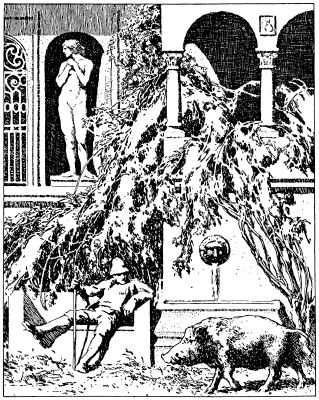
Illustration von Otto Ubbelohde, 1909

Das Schweizer Märchen ist märchentypologisch eine Kontamination aus AaTh 650A (wie KHM 90 Der junge Riese) und AaTh 301 (wie KHM 91 Dat Erdmänneken), was oft vorkommt. Laut Hans-Jörg Uther hat diese Fassung weniger nachgewirkt. Ähnlich bei Grimm ist noch KHM 71 Sechse kommen durch die ganze Welt. Andere Hans-Märchen sind KHM 32 Der gescheite Hans, KHM 83 Hans im Glück, KHM 84 Hans heiratet, KHM 108 Hans mein Igel, KHM 136 Der Eisenhans, KHM 162 Der kluge Knecht, KHM 54a Hans Dumm. Schätze in der Höhle gibt es auch in KHM 142 Simeliberg, KHM 161 Schneeweißchen und Rosenrot, vgl. auch Platons Höhlengleichnis. Vgl. Die drei Musikanten in Ludwig Bechsteins Deutsches Märchenbuch und Das winzige, winzige Männlein in Neues deutsches Märchenbuch. Ähnliche Märchen sind Ulrich Jahns Volksmärchen aus Pommern und Rügen Nr. 18 Das Wolfskind, Nr. 19 Das Männchen Sonderbar, Nr. 21 Der Bärensohn.

## Interpretation

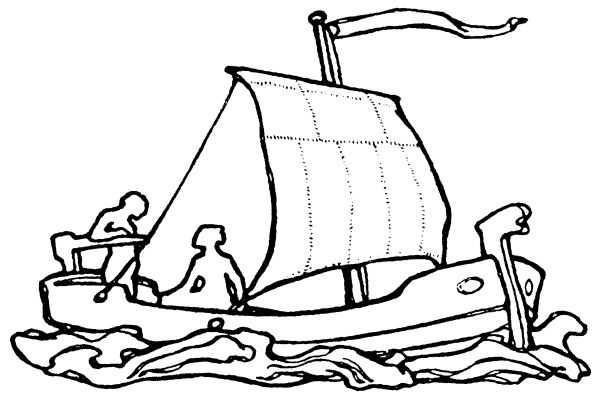
Illustration von Otto Ubbelohde, 1909

Carl-Heinz Mallet deutet psychoanalytisch die Höhle als Uterus, den Räuberhauptmann als Vater, den versteckten Knüppel als Ödipuskonflikt, Tannendreher, Felsklipperer und Männchen als Masturbation, Triebabwehr und rohe Sexualität. Die Symbolkomposition aus Räuber, Höhle und Mutter wiederholt sich in Vater, Haus und Wildschwein sowie in Männchen, Höhle und Jungfrau.

## Film
2020 wurde für die 13. Staffel der ARD-Filmreihe Sechs auf einen Streich ein Film mit den Namen Der starke Hans gedreht, der mit dem Grimmschen Märchen allerdings nur den Titel gemein hat.

## Hörspiel
- 2021: Der starke Hans – Komposition: Michael Lauterbach, Florian Riedl; Bearbeitung und Regie: Silke Wolfrum (Hörspielbearbeitung – BR)
  - Sprecherin: Caroline Ebner (Erzählerin)

Erstsendung: 23. Mai 2021 auf Bayern 2 | 44'34 Minuten.